# Tillandsia rhodocepahala
Tillandsia rhodocepahala är en gräsväxtart som beskrevs av Renate Ehlers och Koide. Tillandsia rhodocepahala ingår i släktet Tillandsia och familjen Bromeliaceae. Inga underarter finns listade i Catalogue of Life.